# Großer Preis der Buchhändler
Der Große Preis der Buchhändler Japans (japanisch 本屋大賞, Hon’ya Taishō, engl. Japan Bookseller’s Award) ist ein 2004 eingerichteter Literaturpreis. Die Vergabepraxis für diesen Preis weicht von der sonst üblichen Weise, auszeichnungswürdige Werke durch ein Komitee aus Schriftstellern zu bestimmen, ab. Stattdessen nominieren und entscheiden landesweit in Buchhandlungen (Online-Buchhandlungen eingeschlossen) arbeitende Buchhändler über die Vergabe des Preises.
Die Auswahl erfolgt in einem zweistufigen Verfahren. Im ersten Schritt benennt jeder Teilnehmer drei Werke und bewertet sie mit Punktzahlen. Aufgrund dieser Punktzahlen wird eine Shortlist mit 10 Werken ermittelt. Im zweiten Schritt können nur die teilnehmen, die alle Titel der Shortlist gelesen haben. Diese werden wieder mit Punkten bewertet und aus diesen Punkten ergibt sich eine Rangfolge für die Shortlist von 1 bis 10. Platz 1 gilt als Gewinner des Preises.

## Liste der Preisträger
|      | Werk | Autor                                 | Punktzahl | Verlag                   | Anmerkung |
| 2004 | 2004 | 2004                                  | 2004      | 2004                     | 2004 |
| ---- | --- | ------------------------------------- | --------- | ------------------------ | --- |
| 1    | Hakase no aishita sūshiki (博士の愛した数式) (Das Geheimnis der Eulerschen Formel)                                          | Ogawa Yōko                            | 202       | Shinchōsha               | - Jan. 2006 verfilmt - März 2006 Hörspielfassung |
| 2    | Kuraimāzu hai (クライマーズ・ハイ)                                                                                          | Yokoyama Hideo                        | 148       | Bungeishunjū             | - Dez. 2005 Fernsehserie (Dorama) - Juli 2008 verfilmt |
| 3    | Ahiru to kamo no coin locker (アヒルと鴨のコインロッカー, ~koinrokkā)                                                       | Isaka Kōtarō                          | 111       | Tōkyō Sōgensha           | - ausgezeichnet mit dem Yoshikawa Eiji Nachwuchspreis (吉川英治文学新人賞) - Mai 2007 verfilmt                                                                                              |
| 4    | Eien no deguchi (永遠の出口)                                                                                                | Mori Eto                              | 109       | Shūeisha                 | |
| 5    | Jūryoku Pierrot (重力ピエロ)                                                                                                | Isaka Kōtarō                          | 99        | Shinchōsha               | - 2009 verfilmt |
| 6    | 4TEEN | Ishida Ira                            | 76        | Shinchōsha               | - verfilmt als Spielfilm und Fernsehserie |
| 7    | Dead end no omoide (デッドエンドの思い出)                                                                                   | Yoshimoto Banana                      | 54        | Bungeishunjū             | |
| 8    | Shūsen no Lorelei (終戦のローレライ, ~rōrerai)                                                                              | Fukui Harutoshi                       | 51        | Kōdansha                 | - ausgezeichnet mit dem Yoshikawa Eiji Nachwuchspreis - März 2005 als Manga erschienen - Juli 2005 unter dem Titel Lorelei verfilmt                                                         |
| 9    | Onmoraki no kizu (陰摩羅鬼の瑕)                                                                                             | Kyōgoku Natsuhiko                     | 38        | Kōdansha                 | |
| 10   | Rarara kagaku no ko (ららら科學の子)                                                                                        | Yahagi Toshihiko                      | 38        | Bungeishunjū             | |
| 2005 | |                                       |           |                          | |
| 1    | Yoru no Picknick (夜のピクニック)                                                                                           | Onda Riku                             | 374       | Shinchōsha               | - ausgezeichnet mit dem Yoshikawa Eiji Nachwuchspreis - Sept. 2006 verfilmt |
| 2    | Ashita no kioku (明日の記憶)                                                                                                | Ogiwara Hiroshi                       | 302       | Kōbunsha                 | - ausgezeichnet mit dem Yamamoto-Shūgorō-Preis - Mai 2006 verfilmt - Sept. 2006 Hörspiel |
| 3    | Iemori kitan (家守綺譚) | Nashiki Kaho                          | 274       | Shinchōsha               | - Feb. 2005 Hörspiel unter dem Titel Seishun adventure (青春アドベンチャー) |
| 4    | Fukurokōji no otoko (袋小路の男)                                                                                            | Itoyama Akiko                         | 185       | Kōdansha                 | - April 2009 Hörspiel |
| 5    | Children (チルドレン) | Isaka Kōtarō                          | 155       | Kōdansha                 | - Mai 2006 Fernsehserie - Nov. 2006 verfilmt |
| 6    | Taigan no kanojo (対岸の彼女)                                                                                               | Kakuta Mitsuyo                        | 153       | Bungeishunjū             | - ausgezeichnet mit dem Naoki-Preis - Jan. 2006 Fernsehserie |
| 7    | Hannin ni tsugu (犯人に告ぐ)                                                                                                | Shizukui Shūsuke                      | 138       | Futabasha                | - Okt. 2007 verfilmt |
| 8    | Ōgonryofū (黄金旅風) | Iijima Kazuichi                       | 102       | Shōgakukan               | |
| 9    | Watashi ga katarihajimeta kare wa (私が語りはじめた彼は)                                                                    | Miura Shion                           | 92        | Shinchōsha               | |
| 10   | Sono toki wa kare ni yoroshiku (そのときは彼によろしく)                                                                     | Ichikawa Takuji                       | 74        | Shōgakukan               | - Juni 2007 verfilmt |
| 2006 | |                                       |           |                          | |
| 1    | Tōkyō Tower - okan to boku to tokidoki oton (東京タワー 〜オカンとボクと、時々、オトン〜)                                   | Lily Franky                           | 279       | Fusōsha                  | - 2006/2007 Fernsehserie - 2007 verfilmt und bearbeitet für die Bühne |
| 2    | South Bound (サウスバウンド)                                                                                                | Okuda Hideo                           | 196.5     | Kadokawa Shoten          | - Okt. 2007 verfilmt |
| 3    | Shinigami no seido (死神の精度)                                                                                             | Isaka Kōtarō                          | 190       | Bungeishunjū             | - ausgezeichnet mit dem Preis des Verbandes japanischer Krimi-Autoren - Okt. 2006 Hörspiel - März 2008 verfilmt unter dem Titel Sweet Rain (『Sweet Rain 死神の精度』, ~ Accuracy of Death) |
| 4    | Yōgisha ekkusu no kenshin (容疑者Xの献身) (Verdächtige Geliebte)                                                            | Keigo Higashino                       | 184.5     | Bungeishunjū             | - 2005 Naoki-Preis - ausgezeichnet mit dem Großer Honkaku Mysterypreis - Okt. 2008 verfilmt - April 2009 bearbeitet für die Bühne                                                           |
| 5    | Sono hi no mae ni (その日のまえに)                                                                                          | Shigematsu Kiyoshi                    | 179.5     | Bungeishunjū             | - März 2007 Hörspiel - Nov. 2008 verfilmt |
| 6    | Narratage (ナラタージュ) | Shimamoto Rio                         | 162       | Kadokawa Shoten          | |
| 7    | Kokuhaku (告白) | Machida Kō                            | 152.5     | Chūōkōron Shinsha        | |
| 8    | Beruka hoenai no ka? (ベルカ、吠えないのか?)                                                                                | Furukawa Hideo                        | 152       | Bungeishunjū             | |
| 9    | Kenchō no hoshi (県庁の星)                                                                                                  | Katsura Nozomi                        | 141       | Shōgakukan               | - 2005 Manga-Fassung - 2006 verfilmt |
| 10   | Sakura (さくら) | Nishi Kanako                          | 135       | Shōgakukan               | |
| 11   | Maō (魔王) | Isaka Kōtarō                          | 103       | Kōdansha                 | - 2007 Mangafassung unter dem Titel Maō JUVENILE REMIX |
| 2007 | |                                       |           |                          | |
| 1    | Isshun no kaze ni nare (一瞬の風になれ)                                                                                     | Satō Takako                           | 475.5     | Kōdansha                 | - ausgezeichnet mit dem Yoshikawa Eiji Nachwuchspreis - 2008 Fernsehserie - 2007 Mangafassung                                                                                               |
| 2    | Yoru wa mijikashi aruke yo otome (夜は短し歩けよ乙女)                                                                       | Morimi Tomihiko                       | 455       | Kadokawa Shoten          | - ausgezeichnet mit dem Yamamoto-Shūgorō-Preis - Juli 2007 Mangafassung - April 2009 Bühnenbearbeitung                                                                                      |
| 3    | Kaze ga tsuyoku fuite iru (風が強く吹いている)                                                                              | Miura Shion                           | 247       | Shinchōsha               | - Okt. 2009 verfilmt - Jan. 2009 Bühnenbearbeitung - Dez. 2007 Hörspiel |
| 4    | Shūmatsu no Fool (終末のフール)                                                                                             | Isaka Kōtarō                          | 228       | Shūeisha                 | - Mangafassung erschienen in Mankaku |
| 5    | Toshokan sensō (図書館戦争)                                                                                                 | Arikawa Hiro                          | 176       | Media Works              | - ausgezeichnet mit dem Seiun-Preis - Nov. 2007 Mangafassung - 2018 verfilmt |
| 6    | Kamogawa Horumō (鴨川ホルモー)                                                                                              | Makime Manabu                         | 175       | Sangyō Henshū Center     | - 2009 verfilmt - Mai 2009 Bühnenbearbeitung |
| 7    | Mīna no kōshin (ミーナの行進)                                                                                               | Ogawa Yōko                            | 152.5     | Chūōkōron Shinsha        | |
| 8    | Kagehinata ni saku (陰日向に咲く)                                                                                           | Gekidan Hitori                        | 139       | Gentōsha                 | - Jan. 2008 verfilmt |
| 9    | Ushinawareta machi (失われた町)                                                                                             | Misaki Aki                            | 127.5     | Shūeisha                 | |
| 10   | Na mo naki doku (名もなき毒)                                                                                                | Miyabe Miyuki                         | 89        | Gentōsha                 | |
| 2008 | |                                       |           |                          | |
| 1    | Golden Slumber (ゴールデンスランバー)                                                                                       | Isaka Kōtarō                          | 509.5     | Shinchōsha               | - ausgezeichnet mit dem Yamamoto-Shūgorō-Preis - 2010 Mangafassung |
| 2    | Sacrifice (サクリファイス)                                                                                                  | Kondō Fumie                           | 312       | Shinchōsha               | |
| 3    | Uchōten kazoku (有頂天家族)                                                                                                 | Morimi Tomihiko                       | 280.5     | Gentōsha                 | - 2009 Hörspiel |
| 4    | Akunin (悪人) | Yoshida Shūichi                       | 233.5     | Asahi Shimbun-sha        | - ausgezeichnet mit dem Mainichi-Kulturpreis - ausgezeichnet mit dem Osaragi-Jirō-Preis - 2010 verfilmt                                                                                     |
| 5    | Eigahen (映画篇) | Kaneshiro Kazuki                      | 227.5     | Shūeisha                 | |
| 6    | Yōkame no semi (八日目の蝉)                                                                                                 | Kakuta Mitsuyo                        | 225       | Chūōkōron Shinsha        | - ausgezeichnet mit dem Chūōkōron-Literaturpreis - 2010 Fernsehserie - 2011 verfilmt |
| 7    | Akakuchiba-ke no densetsu (赤朽葉家の伝説)                                                                                  | Sakuraba Kazuki                       | 213.5     | Tokyo Sōgensha           | - ausgezeichnet mit dem Preis des Verbandes japanischer Krimi-Autoren |
| 8    | Shika otoko ao ni yoshi (鹿男あをによし)                                                                                    | Makime Manabu                         | 196.5     | Gentōsha                 | - 2008 Fernsehserie - 2008 Mangafassung |
| 9    | Watashi no otoko (私の男)                                                                                                   | Sakuraba Kazuki                       | 129.5     | Bungeishunjū             | - ausgezeichnet mit dem Naoki-Preis - 2014 verfilmt |
| 10   | Kassiopeia no oka de (カシオペアの丘で)                                                                                     | Shigematsu Kiyoshi                    | 126       | Kōdansha                 | - 2008 Fernsehserie |
| 2009 | |                                       |           |                          | |
| 1    | Kokuhaku (告白) | Minato Kanae                          | 411       | Futabasha                | - 2010 verfilmt (Geständnisse) |
| 2    | Nobō no shiro (のぼうの城)                                                                                                  | Wada Ryō                              | 328       | Shōgakukan               | - 2011 verfilmt |
| 3    | Joker Game (ジョーカー・ゲーム)                                                                                             | Yanagi Kōji                           | 243.5     | Kadokawa Shoten          | - ausgezeichnet mit dem Yoshikawa Eiji Nachwuchspreis - ausgezeichnet mit dem Preis des Verbandes japanischer Krimi-Autoren                                                                 |
| 4    | Tempest (テンペスト) | Ikegami Eiichi                        | 228.5     | Kadokawa Shoten          | - 2011 Bühnenbearbeitung - 2011 Fernsehserie und Managa Fassung |
| 5    | Box! (ボックス!) | Hyakuta Naoki                         | 214.5     | Ōta Shuppan              | - 2010 verfilmt |
| 6    | Shin sekai yori (新世界より)                                                                                                | Kishi Yūsuke                          | 207.5     | Kōdansha                 | - ausgezeichnet mit dem Großen japanischen Science Fiction Preis (日本SF大賞) |
| 7    | Shussei zenya (出星前夜) | Iijima Kazuichi                       | 203.5     | Shōgakukan               | - ausgezeichnet mit dem Osaragi-Jirō-Preis |
| 8    | Itamu hito (悼む人) | Tendō Arata                           | 203.5     | Bungeishunjū             | - ausgezeichnet mit dem Naoki-Preis |
| 9    | Ryūsei no kizuna (流星の絆)                                                                                                 | Higashino Keigo                       | 139       | Kōdansha                 | - 2008 Fernsehserie |
| 10   | Modern Times (モダンタイムス)                                                                                               | Isaka Kōtarō                          | 135       | Kōdansha                 | |
| 2010 | |                                       |           |                          | |
| 1    | Tenchi meisatsu (天地明察)                                                                                                  | Ubukata Tō                            | 384.5     | Kadokawa Shoten          | - ausgezeichnet mit dem Yoshikawa Eiji Nachwuchspreis - 2012 verfilmt |
| 2    | Kamisama no karute (神様のカルテ)                                                                                           | Natsukawa Sōsuke                      | 294.0     | Shōgakukan               | - 2010 Mangafassung - 2011 verfilmt |
| 3    | Yokomichi Yonosuke (横道世之介)                                                                                             | Yoshida Shūichi                       | 270.0     | Mainichi Shimbun-sha     | - ausgezeichnet mit dem Shibata-Renzaburō-Preis (柴田錬三郎賞) - 2013 verfilmt |
| 4    | Kamusari nānā nichijō (神去なあなあ日常) (Schneeschütteln in Kamusari)                                                      | Miura Shion                           | 256.0     | Tokuma Shoten            | |
| 5    | Neko o daite zō to oyogu (猫を抱いて象と泳ぐ) (Schwimmen mit Elefanten)                                                     | Ogawa Yōko                            | 237.0     | Bungeishunjū             | |
| 6    | Heaven (ヘヴン) | Kawakami Mieko                        | 220.0     | Kōdansha                 | |
| 7    | Fune ni nore! (船に乗れ!)                                                                                                   | Fujitani Osamu                        | 209.0     | Jive                     | |
| 8    | Shokubutsu zukan (植物図鑑)                                                                                                 | Arikawa Hiro                          | 182.5     | Kadokawa Shoten          | |
| 9    | Shinzanmono (新参者) | Higashino Keigo                       | 130.5     | Kōdansha                 | - 2010 Fernsehserie |
| 10   | 1Q84 | Murakami Haruki                       | 091.5     | Shinchōsha               | - ausgezeichnet mit dem Mainichi-Kulturpreis |
| 2011 | |                                       |           |                          | |
| 1    | Nazotoki wa Dinner no ato de (謎解きはディナーのあとで)                                                                     | Higashigawa Tokuya                    | 386.5     | Shōgakukan               | - 2011 Fernsehserie |
| 2    | Fugainai boku wa sora o mita (ふがいない僕は空を見た)                                                                       | Kubo Misumi                           | 354.5     | Shinchōsha               | - ausgezeichnet mit dem R-18 Literaturpreis - ausgezeichnet mit dem Yamamoto-Shūgorō-Preis                                                                                                  |
| 3    | Penguin Highway (ペンギン・ハイウェイ)                                                                                      | Morimi Tomihiko                       | 310.0     | Kadokawa Shoten          | - ausgezeichnet mit dem Großen japanischen Science Fiction Preis |
| 4    | Ikari o ageyo (錨を上げよ)                                                                                                  | Hyakuta Naoki                         | 307.5     | Kōdansha                 | |
| 5    | Schumann no yubi (シューマンの指)                                                                                           | Okuizumi Hikaru                       | 270.5     | Kōdansha                 | |
| 6    | Sakebi to inori (叫びと祈り)                                                                                                | Shizaki Yū                            | 263.0     | Tōkyō Sōgensha           | |
| 7    | Aku no kyōten (悪の教典) | Kishi Yūsuke                          | 259.5     | Bungeishunjū             | - ausgezeichnet mit dem Yamada-Futarō-Preis - 2012 verfilmt |
| 8    | Kamisama no karute 2 (神様のカルテ2)                                                                                        | Natsukawa Sōsuke                      | 259.0     | Shōgakukan               | |
| 9    | Kiken (キケン) | Arikawa Hiro                          | 241.0     | Shinchōsha               | |
| 10   | Story Seller (ストーリー・セラー)                                                                                           | Arikawa Hiro                          | 202.0     | Shinchōsha               | |
| 2012 | |                                       |           |                          | |
| 1    | Fune o amu (舟を編む) | Miura Shion                           | 510.0     | Kōbunsha                 | - 2013 verfilmt |
| 2    | Genozid (ジェノサイド) (Extinction)                                                                                         | Takano Kazuaki                        | 355.5     | Kadokawa Shoten          | - ausgezeichnet mit dem Preis des Verbandes japanischer Krimi-Autoren - ausgezeichnet mit dem Yamada-Futarō-Preis                                                                           |
| 3    | Pieta (ピエタ) | Ōshima Masumi                         | 324.0     | Popular-sha              | |
| 4    | Kuchibiru ni uta o (くちびるに歌を)                                                                                         | Adachi Hirotaka (Pseudonym: Otsuichi) | 265.0     | Shōgakukan               | |
| 5    | Hitojichi no rōdokukai (人質の朗読会)                                                                                       | Ogawa Yōko                            | 213.0     | Chūōkōron Shinsha        | |
| 6    | Yurigokoro (ユリゴコロ) | Numata Mahokaru                       | 208.0     | Futabasha                | |
| 7    | Dare ka ga tarinai (誰かが足りない)                                                                                         | Miyashita Natsu                       | 173.5     | Futabasha                | |
| 8    | Biburia koshodō no jiken techō Shioriko-san to kimyō na kyakujin-tachi (ビブリア古書堂の事件手帖 ―栞子さんと奇妙な客人たち) | Mikami En                             | 153.0     | ASCII Media Works        | - 2013 Fernsehserie |
| 9    | Idai naru shurarabon (偉大なる、しゅららぼん)                                                                               | Makime Manabu                         | 137.5     | Kadokawa Shoten          | |
| 10   | Prism (プリズム) | Hyakuta Naoki                         | 072.0     | Gentōsha                 | |
| 2013 | |                                       |           |                          | |
| 1    | Kaizoku to yobareta otoko (海賊とよばれた男)                                                                                | Hyakuta Naoki                         | 278.0     | Kōdansha                 | |
| 2    | Rokuyon (64) | Yokoyama Hideo                        | 266.0     | Bungeishunjū             | |
| 3    | Rakuen no Canvas (楽園のカンヴァス)                                                                                         | Harada Maha                           | 238.5     | Shinchōsha               | - ausgezeichnet mit dem Yamamoto-Shūgorō-Preis |
| 4    | Kimi wa ii ko (きみはいい子)                                                                                                | Nakawaki Hatsue                       | 212.5     | Popular-sha              | |
| 5    | Fukuwarai (ふくわらい) | Nishi Kanako                          | 182.0     | Asahi Shimbun Shuppan    | |
| 6    | Seiten no mayoi kujira (晴天の迷いクジラ)                                                                                   | Kubo Misumi                           | 167.0     | Shinchōsha               | - ausgezeichnet mit dem Yamada-Futarō-Preis |
| 7    | Solomon no gishō (ソロモンの偽証)                                                                                           | Miyabe Miyuki                         | 149.5     | Shinchōsha               | |
| 8    | Sekai kara neko ga kieta nara (世界から猫が消えたなら) (Wenn alle Katzen von der Welt verschwänden)                         | Kawamura Genki                        | 145.5     | Magazine House           | - 2016 verfilmt |
| 9    | Hyakunenhō (百年法) | Yamada Muneki                         | 139.5     | Kadokawa Shoten          | - ausgezeichnet mit dem Preis des Verbandes japanischer Krimi-Autoren |
| 10   | Shisha no teikoku (屍者の帝国)                                                                                              | Project Itoh Enjoe Toh                | 109.0     | Kawade Shobō Shinsha     | - ausgezeichnet mit dem Großen japanischen Science Fiction Preis - ausgezeichnet mit dem Seiun-Preis                                                                                        |
| 11   | Mitsukuni-den (光圀伝) | Ubukata Tō                            | 108.0     | Kadokawa Shoten          | - ausgezeichnet mit dem Yamada-Futarō-Preis |
| 2014 | |                                       |           |                          | |
| 1    | Murakami kaizoku no musume (村上海賊の娘)                                                                                   | Wada Ryō                              | 366.5     | Shinchōsha               | - ausgezeichnet mit dem Yoshikawa Eiji Nachwuchspreis |
| 2    | Yūbe no curry, ashita no pan (昨夜のカレー、明日のパン)                                                                     | Kizara Izumi                          | 332.0     | Kawade Shobō Shinsha     | |
| 3    | Shima wa bokura to (島はぼくらと)                                                                                           | Tsujimura Mizuki                      | 299.0     | Kōdansha                 | |
| 4    | Sayōnara, Orange (さようなら、オレンジ)                                                                                     | Iwaki Kei                             | 274.5     | Chikuma Shobō            | - ausgezeichnet mit dem Dazai-Osamu-Preis - ausgezeichnet mit dem Ōe-Kenzaburō-Preis |
| 5    | Toppin Parari no Pūtarō (とっぴんぱらりの風太郎)                                                                            | Makime Manabu                         | 267.5     | Bungeishunjū             | |
| 6    | Kyōjō (教場) | Nagaoka Hiroki                        | 243.0     | Shōgakukan               | |
| 7    | Lunch no Akko-chan (ランチのアッコちゃん)                                                                                   | Yuzuki Asako                          | 221.0     | Futabasha                | |
| 8    | Sōzō Radio (想像ラジオ) | Ito Seiko                             | 213.5     | Kawade Shobō Shinsha     | - ausgezeichnet mit dem Noma Literatur Nachwuchspreis |
| 9    | Sei naru Namakemono no Bōken (聖なる怠け者の冒険)                                                                           | Morimi Tomihiko                       | 156.0     | Asahi Shimbun Shuppan    | |
| 10   | Kyonen no Fuyu, Kimi to Wakare (去年の冬、きみと別れ)                                                                       | Nakamura Fuminori                     | 136.0     | Gentōsha                 | |
| 2015 | |                                       |           |                          | |
| 1    | Shika no ō (鹿の王) | Uehara Nahoko                         | 383       | Kadokawa Shoten          | |
| 2    | Saraba! (サラバ！) | Nishi Kanako                          | 310.0     | Shōgakukan               | - ausgezeichnet mit dem Naoki-Preis |
| 3    | Haken anime! (ハケンアニメ！)                                                                                               | Tsujimura Mizuki                      | 309.5     | Magazine House           | |
| 4    | Hon’ya-san no Diana (本屋さんのダイアナ)                                                                                    | Yuzuki Asako                          | 239.0     | Shinchōsha               | |
| 5    | Dobaku no hana (土漠の花)                                                                                                   | Tsukimura Ryōe                        | 236.5     | Gentōsha                 | |
| 6    | Ikari (怒り) | Yoshida Shun’ichi                     | 231.0     | Chūōkōron Shinsha        | |
| 7    | Mangan (満願) | Yonezawa Honobu                       | 185.5     | Shinchōsha               | |
| 8    | Captain Thunderbolt (キャプテンサンダーボルト)                                                                              | Abe Kazushige, Isaka Kōtarō           | 155.0     | Bungeishunjū             | |
| 9    | Eine kleine Nachtmusik (アイネクライネナハトムジーク)                                                                       | Isaka Kōtarō                          | 131       | Gentōsha                 | |
| 10   | Oku otoko (億男) | Kawamura Genki                        | 42.5      | Magazine House           | |
| 2016 | |                                       |           |                          | |
| 1    | Hitsuji to hagane no mori (羊と鋼の森)                                                                                      | Miyashita Natsu                       | 372       | Bungeishunjū             | - 2018 verfilmt |
| 2    | Kimi no suizō o tabetai (君の膵臓をたべたい)                                                                                | Sumino Yoru                           | 327.5     | Futabasha                | |
| 3    | Sekai no hate no kodomo-tachi (世界の果てのこどもたち)                                                                      | Nakawaki Hatsue                       | 274       | Kōdansha                 | |
| 4    | Nagai iiwake (永い言い訳)                                                                                                   | Nishikawa Miwa                        | 261       | Bungeishunjū             | |
| 5    | Asa ga kuru (朝が来る) | Tsujimura Mizuki                      | 229.5     | Bungeishunjū             | |
| 6    | Ō to circus (王とサーカス)                                                                                                  | Yonezawa Honobu                       | 226.5     | Tōkyō Sōgensha           | |
| 7    | Senjō to kokku-tachi (戦場のコックたち)                                                                                     | Fukamidori Nowaki                     | 223       | Tōkyō Sōgensha           | |
| 8    | Ryū (流) | Higashiyama Akira                     | 99        | Kōdansha                 | - ausgezeichnet mit dem Naoki-Preis |
| 9    | Kyōdan X (教団X) | Nakamura Fuminori                     | 93        | Shūeisha                 | |
| 10   | Hibana (火花) | Matayoshi Naoki                       | 46        | Bungeishunjū             | - ausgezeichnet mit dem Akutagawa-Preis |
| 2017 | |                                       |           |                          | |
| 1    | Mitsubachi to enrai (蜜蜂と遠雷)                                                                                            | Onda Riku                             | 378.5     | Gentōsha                 | - ausgezeichnet mit dem Naoki-Preis |
| 2    | Mikazuki (みかづき) | Mori Eto                              | 331       | Shūeisha                 | |
| 3    | Tsumi no koe (罪の声) | Shiota Takeshi                        | 305       | Kōdansha                 | |
| 4    | Tsubaki bunguten (ツバキ文具店)                                                                                             | Ogawa Ito                             | 302.5     | Gentōsha                 | |
| 5    | Ōfūdō monogatari (桜風堂ものがたり)                                                                                         | Murayama Saki                         | 229.5     | PHP Kenkyūsho            | |
| 6    | Anmaku no Guernica (暗幕のゲルニカ)                                                                                         | Harada Maha                           | 249.5     | Shinchōsha               | |
| 7    | Ai (i) | Nishi Kanako                          | 160       | Popular-sha              | |
| 8    | Yakō (夜行) | Morimi Tomihiko                       | 122.5     | Shōgakukan               | |
| 9    | Konbini ningen (コンビニ人間)                                                                                               | Murata Sayaka                         | 70.5      | Bungeishunjū             | - ausgezeichnet mit dem Akutagawa-Preis |
| 10   | Kōhī ga tsumetai uchi ni (コーヒーが冷めないうちに)                                                                         | Kawaguchi Toshikazu                   | 68.5      | Sanmāku Shuppan          | |
| 2018 | |                                       |           |                          | |
| 1    | Kagami no kojō (かがみの孤城)                                                                                               | Tsujimura Mizuki                      | 651       | Popular-sha              | |
| 2    | Banjō no himawari (盤上の向日葵)                                                                                            | Yuzuki Yūko                           | 283.5     | Chūōkōron Shinsha        | |
| 3    | Shijinsō no satsujin (屍人荘の殺人)                                                                                         | Imamura Masahiro                      | 255       | Tōkyō Sōgensha           | |
| 4    | Tayutae domo shizumazu (たゆたえども沈まず)                                                                                 | Harada Maha                           | 227       | Gentōsha                 | |
| 5    | AX (AX アックス) | Isaka Kōtarō                          | 221.5     | Kadokawa Shoten          | |
| 6    | Damashie no kiba (騙し絵の牙)                                                                                               | Shiota Takeshi                        | 214       | Kadokawa Shoten          | |
| 7    | Hoshi no ko (星の子) | Imamura Natsuko                       | 166       | Asahi Shimbun Shuppan    | |
| 8    | Kuzureru nō o dakishimete (崩れる脳を抱きしめて)                                                                            | Chinen Mikito                         | 162.5     | Jitsugyō no Nihonsha     | |
| 9    | Hyakka no mahō (百貨の魔法)                                                                                                 | Murayama Saki                         | 162       | Popular-sha              | |
| 10   | Kirakira kyōwakoku (キラキラ共和国)                                                                                         | Ogawa Ito                             | 88        | Gentōsha                 | |
| 2019 | |                                       |           |                          | |
| 1    | Soshite, baton wa watasareta (そして、バトンは渡された)                                                                     | Seo Maiko                             | 435       | Bungeishunjū             | |
| 2    | Hito (ひと) | Onodera Fuminori                      | 297.5     | Shōdensha                | |
| 3    | Berurin wa harete iru ka (ベルリンは晴れているか)                                                                           | Fukamidori Nowaki                     | 282.5     | Chikuma Shobō            | |
| 4    | Nettai (熱帯) | Morimi Tomihiko                       | 250.5     | Bungeishunjū             | |
| 5    | Aru otoko (ある男) | Hirano Keiichirō                      | 242.5     | Bungeishunjū             | |
| 6    | Sazanami no yoru (さざなみのよる)                                                                                           | Kizara Izumi                          | 239.5     | Kawade Shobō Shinsha     | |
| 7    | Ai naki sekai (愛なき世界)                                                                                                  | Miura Shion                           | 208.5     | Chūōkōron Shinsha        | |
| 8    | Hito tsumugi no te (ひとつむぎの手)                                                                                         | Chinen Mikito                         | 167.5     | Shinchōsha               | |
| 9    | Hi no nai tokoro ni kemuri wa (火のないところに煙は)                                                                        | Ashizawa Yō                           | 151.5     | Shinchōsha               | |
| 10   | Fūga wa Yūga (フーガはユーガ)                                                                                               | Isaka Kōtarō                          | 136.5     | Gentōsha                 | |
| 2020 | |                                       |           |                          | |
| 1    | Ruro no tsuki (流浪の月) | Nagira Yū                             | 432       | Tōkyō Sōgensha           | |
| 2    | Raion no oyatsu (ライオンのおやつ)                                                                                          | Ogawa Ito                             | 380       | Popular-sha              | |
| 3    | Sen wa, boku o egaku (線は、僕を描く)                                                                                       | Togami Hiromasa                       | 327       | Kōdansha                 | |
| 4    | Nōsuraito (ノースライト) | Yokoyama Hideo                        | 275.5     | Shinchōsha               | |
| 5    | Netsugen (熱源) | Kawagoe Sōichi                        | 214       | Bungeishunjū             | |
| 6    | medium — Reibai tantei Jōzuka Hisui (medium 霊媒探偵 城塚翡翠)                                                              | Aizawa Sako                           | 198       | Kōdansha                 | |
| 7    | Natsu monogatari (夏物語)                                                                                                   | Kawakami Mieko                        | 156       | Bungeishunjū             | |
| 8    | Mugen no ai (ムゲンのi) | Chinen Mikito                         | 147.5     | Futabasha                | |
| 9    | Tenchō ga baka sugite (店長がバカすぎて)                                                                                    | Hayami Kazumasa                       | 105.5     | Kadokawa Haruki Jimusho  | |
| 10   | Mukashi mukashi aru tokoro ni, shitai ga arimashita. (むかしむかしあるところに、死体がありました。)                         | Aoyagi Aito                           | 91.5      | Futabasha                | |
| 2021 | |                                       |           |                          | |
| 1    | Gojūni Herutsu no kujira-tachi (52ヘルツのクジラたち)                                                                       | Machida Sonoko                        | 365.5     | Chūōkōron Shinsha        | |
| 2    | O-sagashimono wa toshoshitsu made (お探し物は図書室まで)                                                                    | Aoyama Michiko                        | 287.5     | Popular-sha              | |
| 3    | Inu ga ita kisetsu (犬がいた季節)                                                                                           | Ibuki Yuki                            | 286.5     | Futabasha                | |
| 4    | Gyaku Sokuratesu (逆ソクラテス)                                                                                             | Isaka Kōtarō                          | 248       | Shūeisha                 | |
| 5    | Jiten shinagara kōten suru (自転しながら公転する)                                                                           | Yamamoto Fumio                        | 227.5     | Shinchōsha               | |
| 6    | Hachigatsu no gin no yuki (八月の銀の雪)                                                                                    | Iyohara Shin                          | 227.5     | Shinchōsha               | |
| 7    | Horobi no mae no Shangurira (滅びの前のシャングリラ)                                                                        | Nagira Yū                             | 223.5     | Chūōkōron Shinsha        | |
| 8    | Orutaneeto (オルタネート)                                                                                                   | Katō Shigeaki                         | 169.5     | Shinchōsha               | |
| 9    | Oshi, moyu (推し、燃ゆ) | Usami Rin                             | 139.5     | Kawade Shobō Shinsha     | - ausgezeichnet mit dem Akutagawa-Preis |
| 10   | Kono hon wo nusumu mono wa (この本を盗む者は)                                                                               | Fukamidori Nowaki                     | 132.5     | Kadokawa                 | |
| 2022 | |                                       |           |                          | |
| 1    | Dōshi shōjo yo, teki o ute (同志少女よ、敵を撃て)                                                                           | Aisaka Tōma                           | 463.5     | Hayakawa Shobō           | |
| 2    | Aka to ao to esukīsu (赤と青とエスキース)                                                                                   | Aoyama Michiko                        | 341.5     | PHP Kenkyūsho            | |
| 3    | Sumōruwāruzu (スモールワールズ)                                                                                             | Ichiho Michi                          | 315       | Kōdansha                 | |
| 4    | Seiyoku (正欲) | Asai Ryō                              | 303.5     | Shinchōsha               | |
| 5    | Rokunin no usotsuki na daigakusei (六人の嘘つきな大学生)                                                                    | Asakura Akinari                       | 227.5     | Kadokawa                 | |
| 6    | Yoru ga akeru (夜が明ける)                                                                                                  | Nishi Kanako                          | 211.5     | Shinchōsha               | |
| 7    | Zangetsuki (残月記) | Oda Masakuni                          | 190.5     | Futabasha                | |
| 8    | Garasu no tō no satsujin (硝子の塔の殺人)                                                                                   | Chinen Mikito                         | 177       | Jitsugyō no Nihonsha     | |
| 9    | Kokurōjō (黒牢城) | Yonezawa Honobu                       | 155.5     | Kadokawa                 | |
| 10   | Hoshi o sukuu (星を掬う) | Machida Sonoko                        | 137.5     | Chūōkōron Shinsha        | |
| 2023 | |                                       |           |                          | |
| 1    | Nanji, hoshi no gotoku (汝、星のごとく)                                                                                     | Nagira Yū                             | 443.5     | Kōdansha                 | |
| 2    | Rabuka wa shizuka ni yumi o motsu (ラブカは静かに弓を持つ)                                                                  | Adan Mio                              | 388       | Shūeisha                 | |
| 3    | Hikari no toko ni ite ne (光のとこにいてね)                                                                                 | Ichiho Michi                          | 337       | Bungeishunjū             | |
| 4    | Bakudan (爆弾) | Go Katsuhiro                          | 307.5     | Kōdansha                 | |
| 5    | Tsuki no tatsu mori de (月の立つ林で)                                                                                       | Aoyama Michiko                        | 254.5     | Popular-sha              | |
| 6    | Kimi no kuizu (君のクイズ)                                                                                                  | Ogawa Satoshi                         | 244       | Asahi Shimbun Shuppan    | |
| 7    | Hakobune (方舟) | Yūki Haruo                            | 232       | Kōdansha                 | |
| 8    | Sora-gohan (宙ごはん) | Machida Sonoko                        | 225.5     | Shōgakukan               | |
| 9    | Kawa no hotori ni tatsu mono wa (川のほとりに立つ者は)                                                                      | Terachi Haruna                        | 244.5     | Futabasha                | |
| 10   | Hasshutagu — Shinsō o ohanashi shimasu (#真相をお話しします)                                                                | Yūki Shin’ichirō                      | 137.5     | Chūōkōron Shinsha        | |
| 2024 | |                                       |           |                          | |
| 1    | Naruse wa tenka o tori ni iku (成瀬は天下を取りにいく)                                                                      | Miyajima Mina                         | 525.5     | Shinchōsha               | |
| 2    | Suisha-goya no Nene (水車小屋のネネ)                                                                                        | Tsumura Kikuko                        | 411       | Mainichi Shinbun Shuppan | |
| 3    | Sonzai no subete o (存在のすべてを)                                                                                         | Shiota Takeshi                        | 403       | Asahi Shimbun Shuppan    | |
| 4    | Supinoza no shinsatsushitsu (スピノザの診察室)                                                                              | Natsukawa Sōsuke                      | 340       | Suirinsha                | |
| 5    | Rēende-koku monogatari (レーエンデ国物語)                                                                                   | Tasaki Rei                            | 263       | Kōdansha                 | |
| 6    | Kiiroi ie (黄色い家) | Kawakami Mieko                        | 258.5     | Chūōkōron Shinsha        | |
| 7    | Rikabarī Kabahiko (リカバリー・カバヒコ)                                                                                    | Aoyama Michiko                        | 227       | Kōbunsha                 | |
| 8    | Hoshi o amu (星を編む) | Nagira Yū                             | 172       | Kōdansha                 | |
| 9    | Hōkago misterī kurabu 1 — Kingyo no oyogu pūru jiken (放課後ミステリクラブ 1 金魚の泳ぐプール事件)                          | Chinen Mikito                         | 148       | Raitsusha                | |
| 10   | Kimi ga te ni suru hazu datta ōgon ni tsuite (君が手にするはずだった黄金について)                                           | Ogawa Satoshi                         | 131.5     | Shinchōsha               | |
| 2025 | |                                       |           |                          | |
| 1    | Kafune (カフネ) | Abe Akiko                             | 581.5     | Kōdansha                 | |
| 2    | Arupusu-seki no haha (アルプス席の母)                                                                                       | Hayami Kazumasa                       | 353       | Shōgakukan               | |
| 3    | Shōsetsu (小説) | Nozaki Mado                           | 345       | Kōdansha                 | |
| 4    | Kinki no ko (禁忌の子) | Yamaguchi Mio                         | 323       | Tōkyō Sōgensha           | |
| 5    | Ningyo ga nigeta (人魚が逃げた)                                                                                             | Aoyama Michiko                        | 234.5     | PHP Kenkyūsha            | |
| 6    | spring | Onda Riku                             | 228       | Chikuma Shobō            | |
| 7    | Koi to ka ai to ka yasashisa nara (恋とか愛とかやさしさなら)                                                                | Ichiho Michi                          | 223       | Shōgakukan               | |
| 8    | Seishoku-ki (生殖記) | Asai Ryō                              | 219       | Shōgakukan               | |
| 9    | Shinda Yamada to kyōshitsu (死んだ山田と教室)                                                                               | Kaneko Reisuke                        | 196.5     | Kōdansha                 | |
| 10   | Naruse wa shinjita michi o iku (成瀬は信じた道をいく)                                                                       | Miyajima Mina                         | 163       | Shinchōsha               | |

## Ausgezeichnete Übersetzungen
|      | Werk                                                                                        | Autor                  | Übersetzer                               | Verlag              | Anmerkung                                            |
| 2012 | 2012                                                                                        | 2012                   | 2012                                     | 2012                | 2012                                                 |
| ---- | ------------------------------------------------------------------------------------------- | ---------------------- | ---------------------------------------- | ------------------- | ---------------------------------------------------- |
| 1    | Hanzai (犯罪)                                                                               | Ferdinand von Schirach | Sakayori Shinichi                        | Tokyo Sōgensha      | Verbrechen                                           |
| 2    | Kami no tami (紙の民)                                                                       | Salvador Plascencia    | Fujii Hikaru                             | Hakusuisha          | dt. Menschen aus Papier                              |
| 3    | Memorī Wōru (メモリーウォール)                                                              | Anthony Doerr          | Iwamoto Masae                            | Shinchōsha          | Memory Wall                                          |
| 3    | Wasurerareta hanazono (忘れられた花園)                                                      | Kate Morton            | Aoki Junko                               | Tokyo Sōgensha      | dt. Der verborgene Garten                            |
| 2013 |                                                                                             |                        |                                          |                     |                                                      |
| 1    | Taigāzu Waifu (タイガーズ・ワイフ)                                                          | Téa Obreht             | Fujii Hikaru                             | Shinchōsha          | dt. Die Tigerfrau                                    |
| 2    | Shitchi (湿地)                                                                              | Arnaldur Indriðason    | Yanagisawa Yumiko                        | Tōkyō Sōgensha      | dt. Nordermoor                                       |
| 2    | Rupan, Saigo no Koi (ルパン、最後の恋)                                                      | Maurice Leblanc        | Hiraoka Atsushi                          | Hayakawa Publishing | Le Dernier Amour d'Arsène Lupin                      |
| 3    | 2666                                                                                        | Roberto Bolaño         | Noya Fumiaki Uchida Akifumi Kuno Ryoichi | Hakusuisha          | dt. 2666                                             |
| 3    | Fukai Kizu (深い疵)                                                                         | Nele Neuhaus           | Sakayori Shinichi                        | Tōkyō Sōgensha      | Tiefe Wunden                                         |
| 2014 |                                                                                             |                        |                                          |                     |                                                      |
| 1    | HHhH                                                                                        | Laurent Binet          | Takahashi Kei                            | Tōkyō Sōgensha      | dt. HHhH                                             |
| 2    | 11/22/63                                                                                    | Stephen King           | Shiraishi Ro                             | Bungeishunjū        | dt. Der Anschlag                                     |
| 2    | Korīni Jiken (コリーニ事件)                                                                 | Ferdinand von Schirach | Sakayori Shinichi                        | Tōkyō Sōgensha      | Der Fall Collini                                     |
| 2    | Harorudo Furai no Omoi mo Yoranai Junrei no Tabi (ハロルド・フライの思いもよらない巡礼の旅) | Rachel Joyce           | Kamei Yoshiko                            | Kōdansha            | dt. Die unwahrscheinliche Pilgerreise des Harold Fry |